# NGC 7557
NGC 7557 ist eine Spiralgalaxie vom Hubble-Typ Sa im Sternbild Fische auf der Ekliptik. Sie ist schätzungsweise 172 Millionen Lichtjahre von der Milchstraße entfernt und hat einen Durchmesser von etwa 30.000 Lichtjahren. Vermutlich bildet sie gemeinsam mit NGC 7562 ein gravitativ gebundenes Galaxienpaar.
Im selben Himmelsareal befinden sich u. a. die Galaxien NGC 7518, NGC 7577, NGC 7583, NGC 7591.
Das Objekt wurde am 16. September 1852 vom schottischen Astronomen Bindon Blood Stoney, einem Assistenten von William Parsons, entdeckt.